# Šumná (okres Znojmo)
Obec Šumná (do roku 1949 Šumvald, německy Schönwald) se nachází v okrese Znojmo v Jihomoravském kraji. Žije zde 622 obyvatel.

## Název
Vesnice byla založena koncem 18. století na lesní půdě a dostala (německé) jméno Schönwald - "Krásný les". V češtině se až do poloviny 20. století používala hláskově upravená podoba Šumvald (nářečně Šenvald). Roku 1949 dostala ves nové jméno Šumná (vytvořeno podle místních jmen v jiných slovanských jazycích (Šumen, Šumno ad.), které navazují na praslovanské šuma - "les").

## Historie
První písemná zmínka o obci pochází z roku 1798. V letech 2005–2008 zde byl vybudován kostel svatého Ducha.

## Pamětihodnosti a stavby
- Kostel svatého Ducha
- Zvonice
- Krucifix
- nedaleko vsi zřícenina hradu Šimberk (Šimperk, Šenkenberk)

## Galerie

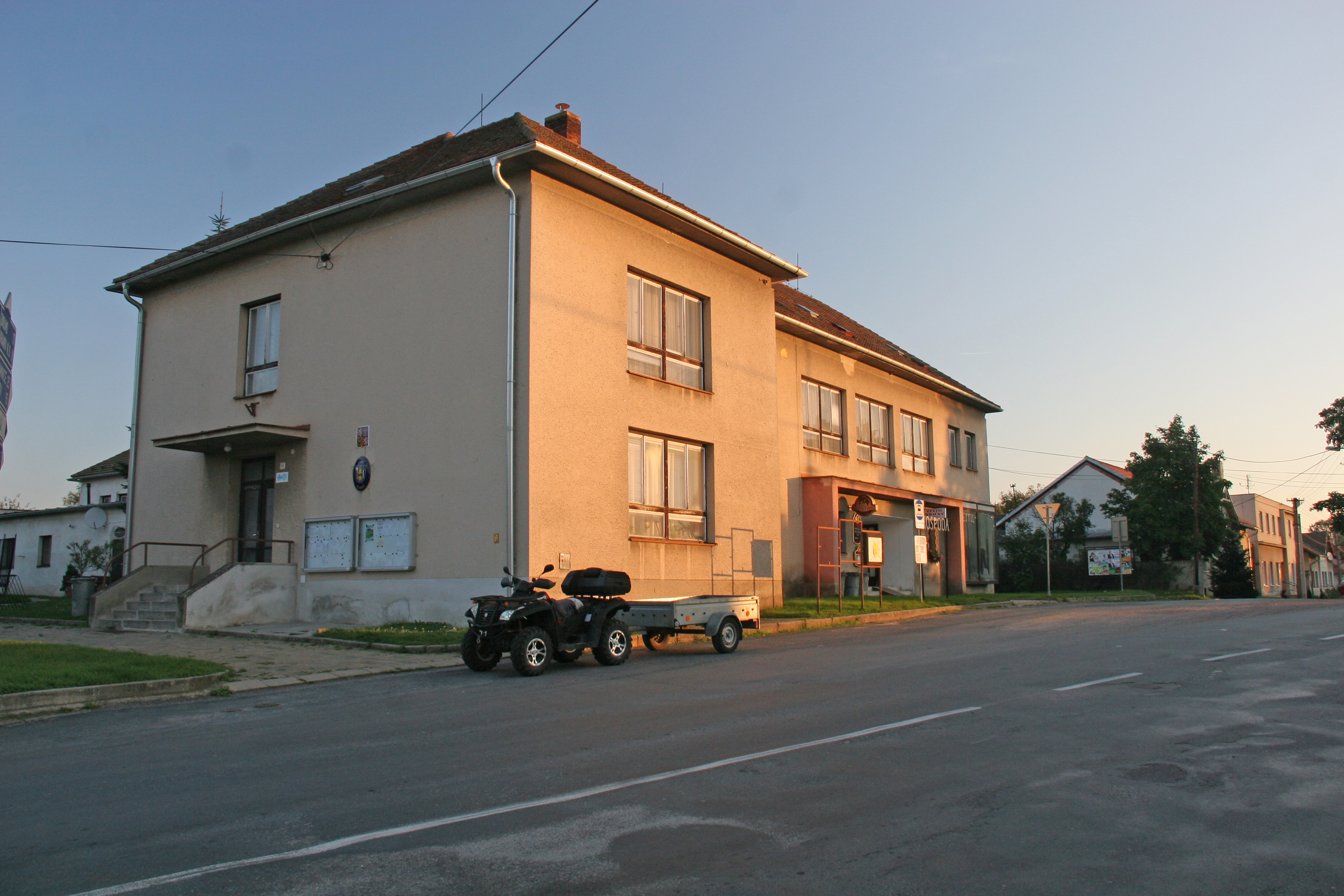
Obecní úřad
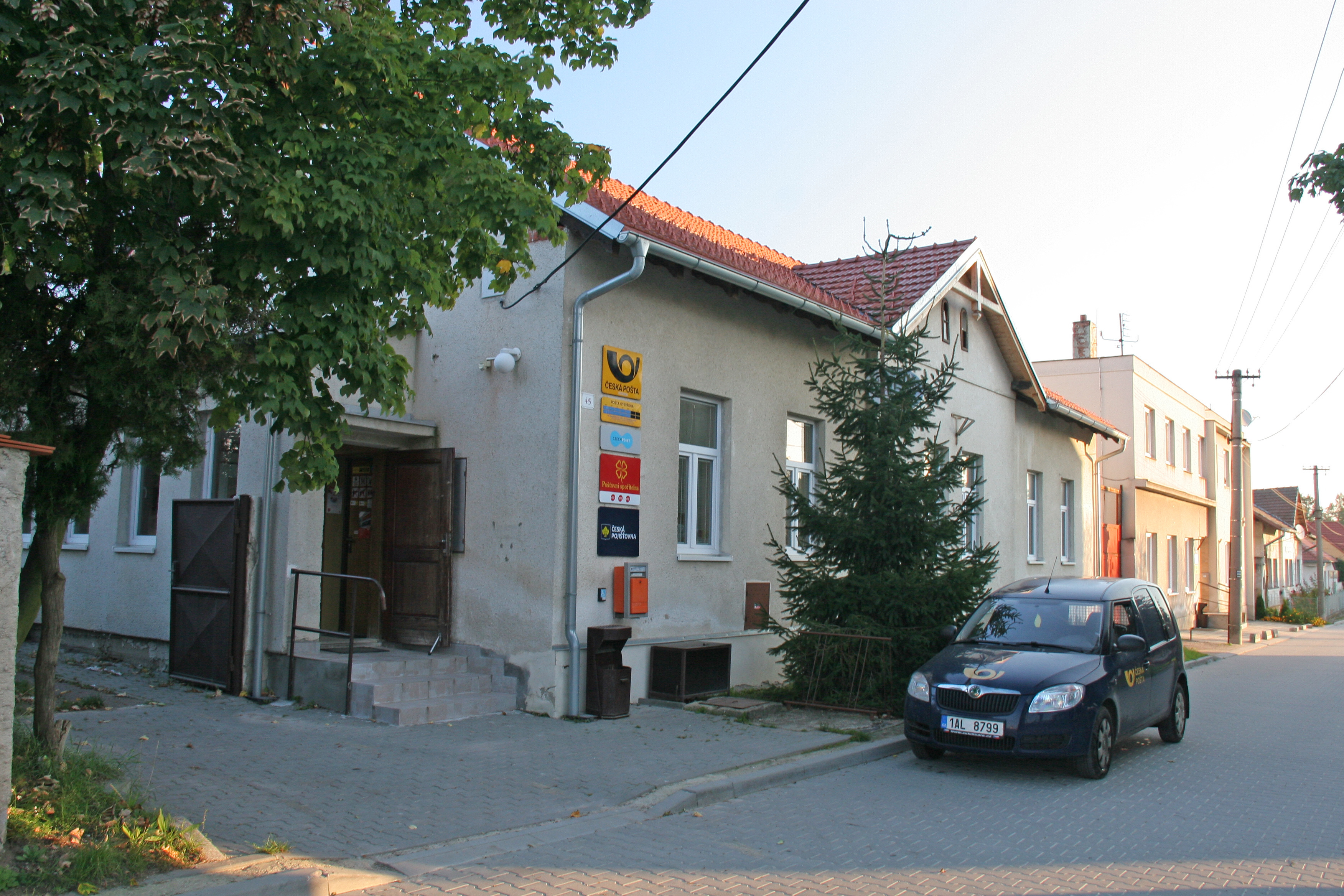
Pošta
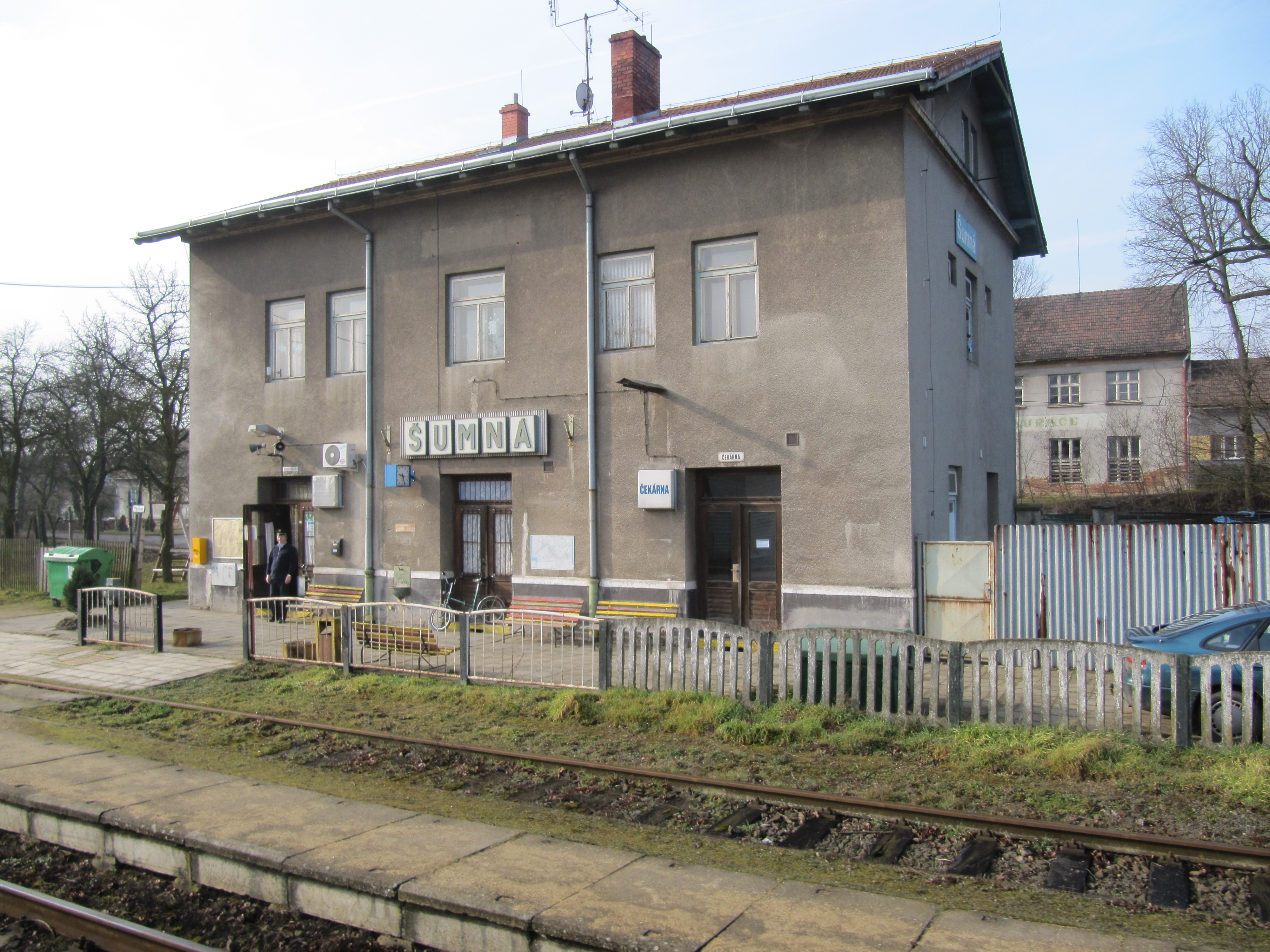
Železniční stanice
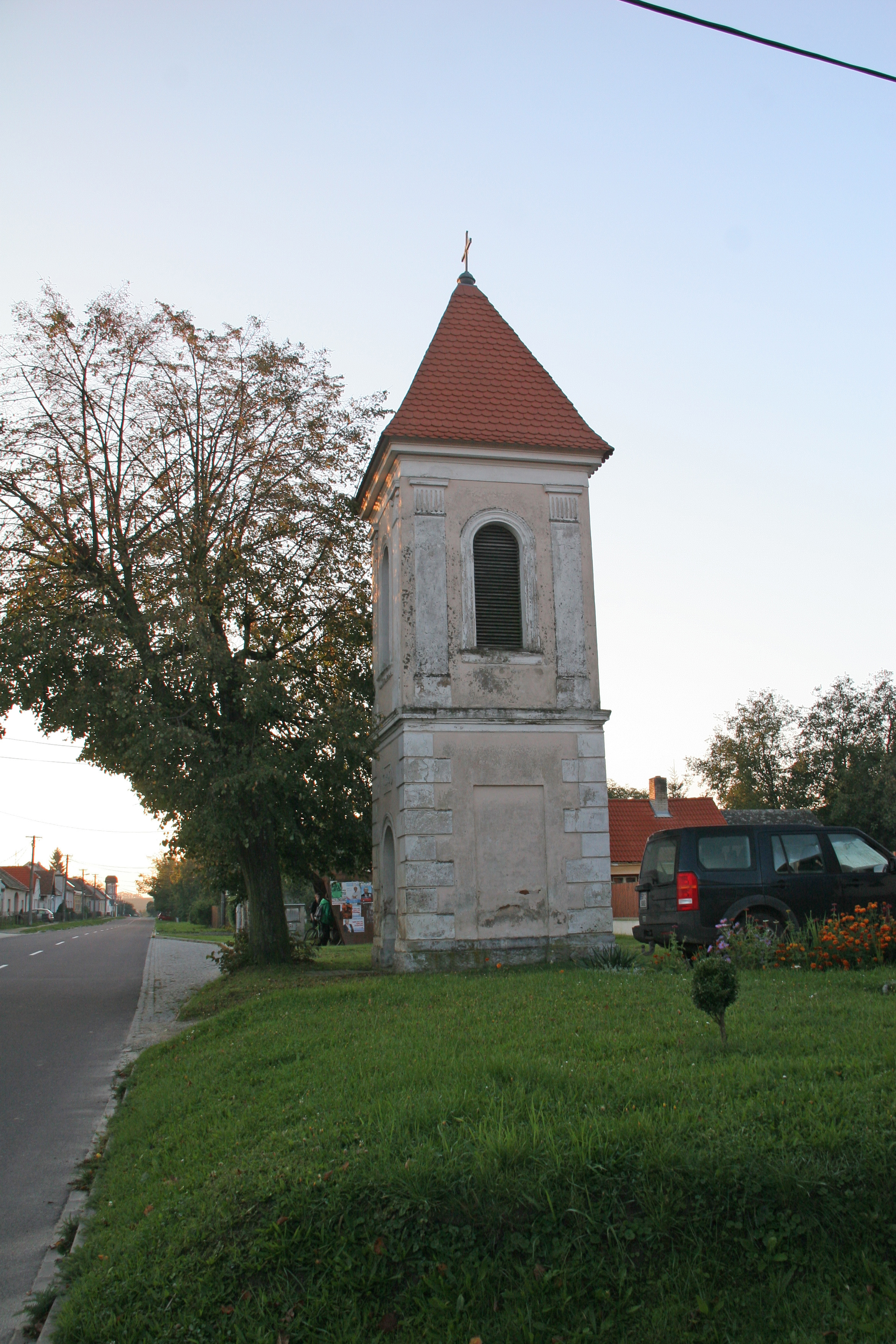
Zvonice